# باشگاه ورزشی کویابا
باشگاه ورزشی کویابا (پرتغالی: Cuiabá Esporte Clube) یک باشگاه فوتبال برزیلی است که در شهر کویابا در ایالت ماتو گروسو بنا شده است. این باشگاه در دسامبر ۲۰۰۱ تأسیس شده است. بازی‌های خانگی کویابا در ورزشگاه آرنا پانتانال انجام می‌شود. از افتخارات این باشگاه می‌توان به دو قهرمانی در کوپا ورده اشاره کرد.